# 부산 북구의회
부산 북구의회는 부산광역시 북구의 기초자치의회이다.

## 회의

### 본회의
본회의는 의사를 최종적으로 결정하며 의원 전원으로 구성하는 회의이며 의원 1/3이상이 출석하여야 열 수 있다.

### 임시회
임시회는 구청장이나 재적의원 1/3이상의 요구가 있는 때에는 의장이 20일 이내의 기간으로 소집된다.

### 정례회
정례회는 매년 년2회로 구분 개회하며,1차 정례회가 7월 8일, 2차 정례회는 11월 25일 개회하며, 임시회는 구청장이나 재적의원 1/3이상의 요구가 있는 때에는 의장이 20일 이내의 기간으로 소집한다.

## 조직

### 의장단
- 의장
- 부의장 1명

### 상임위원회
부산광역시 북구의회는 위원회별 업무소관에 따라 의회운영위원회등 3개의 상임위원회로 구성된다.
- 의회운영위원회
- 기획총무위원회
- 주민도시위원회

### 특별위원회
특별위원회는 특정한 안건을 심사하기 위하여 필요할 때 본회의 의결로써 구성되는 위원회이다.